# 沖縄県営鉄道海陸連絡線
海陸連絡線（かいりくれんらくせん）は、与那原線の起点であった那覇駅から那覇港の桟橋荷扱所駅まで伸びていた、沖縄県営鉄道の鉄道路線である。
那覇駅の構内側線として与那原線の開業時から存在していたが、1917年（大正6年）に正式な貨物線として開業した。貨物列車のほか、団体列車など臨時に旅客列車を運行したこともあったようである。太平洋戦争末期の1945年（昭和20年）3月に運行を停止、沖縄戦で線路施設が破壊され、そのまま消滅した。

## 路線データ
運行停止時点
- 路線距離：那覇 - 桟橋荷扱所 1.0km
- 軌間：762mm
- 駅数：2（起終点駅含む）
- 複線区間：なし（全線単線）
- 電化区間：なし（全線非電化）

## 歴史
- 1917年（大正6年）7月1日 那覇 - 桟橋荷扱所間が開業。（貨）桟橋荷扱所駅が開駅。
- 1945年（昭和20年）3月 運行を停止。

## 駅一覧
運行停止時点。全駅が沖縄県に所在
| 駅名         | 読み方                 | 接続路線（当時）       | 周辺施設（現在）                                                | 開業年月日    | 市町村（現在） |
| ------------ | ---------------------- | ---------------------- | --------------------------------------------------------------- | ------------- | -------------- |
| 那覇駅       | なは                   | 沖縄県営鉄道：与那原線 | 那覇バスターミナル（旧駅敷地の一部） 沖縄都市モノレール線旭橋駅 | 1914年12月1日 | 那覇市         |
| 桟橋荷扱所駅 | さんばしにあつかいしょ |                        | 那覇港                                                          | 1917年7月1日  | 那覇市         |